# Kräwinkel
Kräwinkel ist ein Ort in Radevormwald im Oberbergischen Kreis im nordrhein-westfälischen Regierungsbezirk Köln in Deutschland.

## Lage

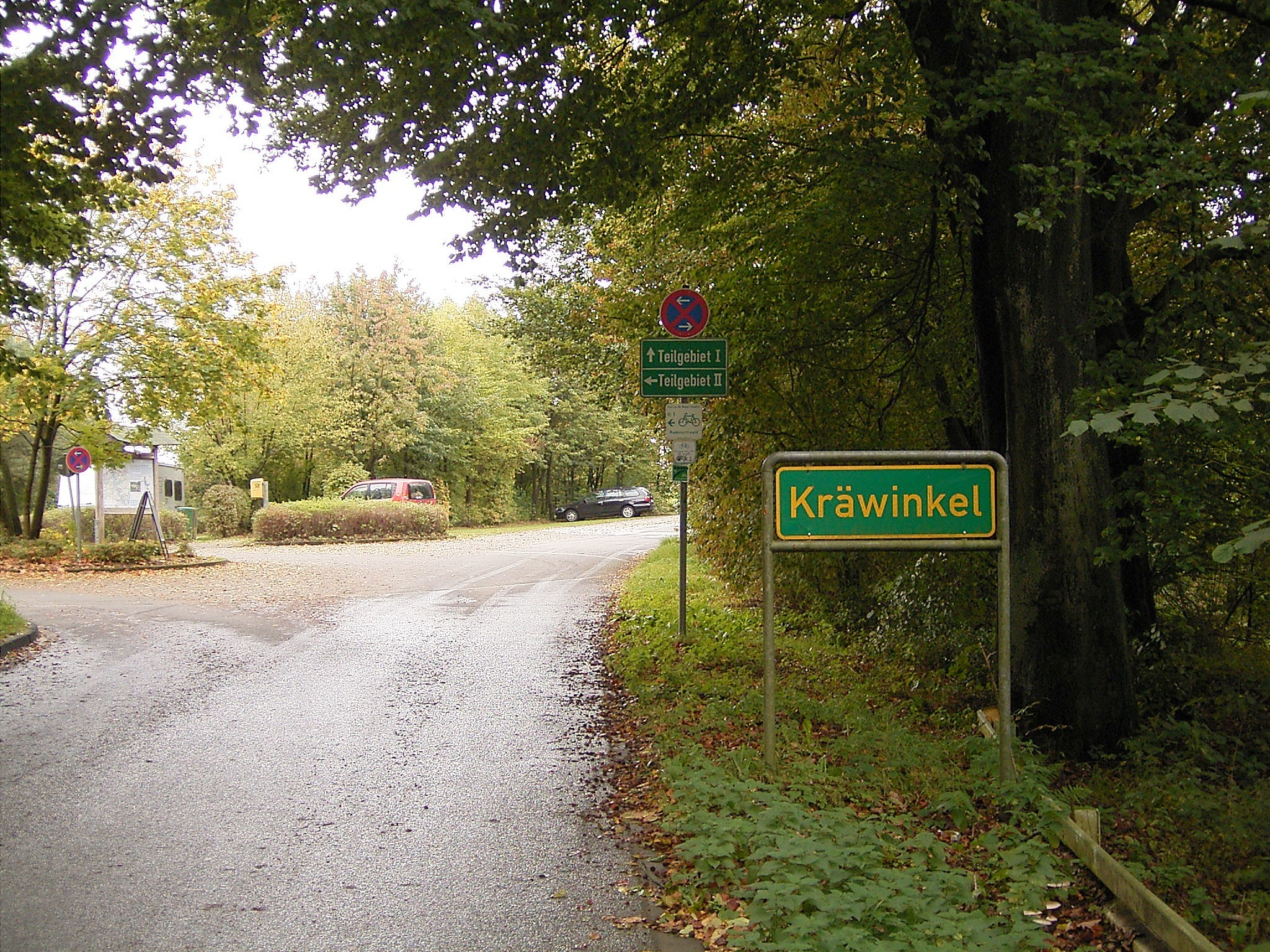
Ferienpark Kräwinkel

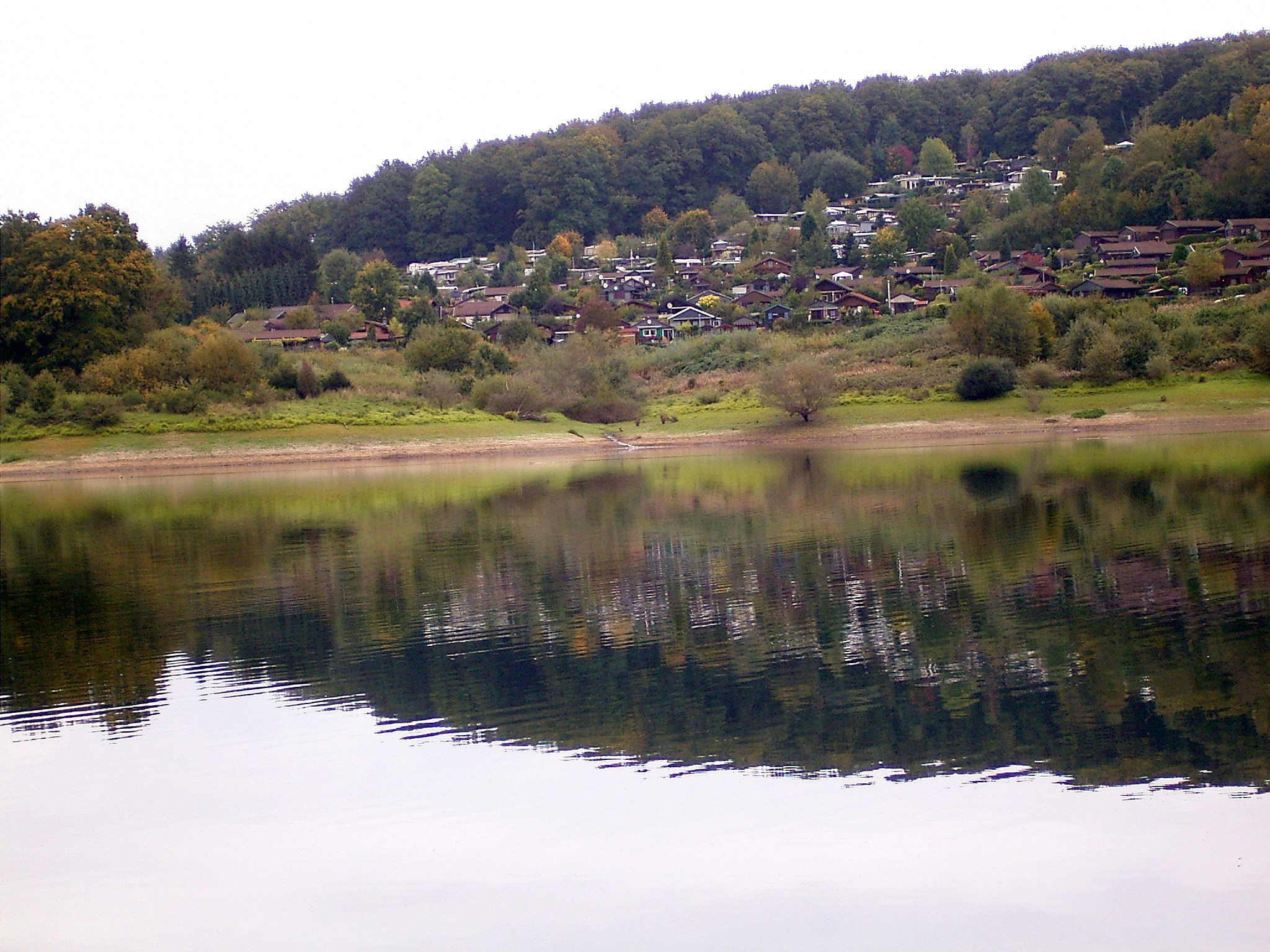
Ferienhäuser an der Wuppersperre bei Kräwinkel

Kräwinkel liegt südwestlich von Radevormwald nahe der Stadtgrenze zu Remscheid, unmittelbar an der Wuppertalsperre. Die Nachbarorte sind auf Radevormwalder Gebiet Heidersteg und Berg. Auf dem Gebiet von Remscheid sind es die Ortschaften Kräwinklerbrücke, Dörperhöhe und Niederfeldbach. Die Landesstraße 412, über die Kräwinkel erreichbar ist, überquert nahe der Ortschaft die Wuppersperre auf einer im Bogen verlaufenden 270 Meter langen Spannbetonbrücke.
Das Gebiet um den Ort ist als Erholungsgebiet ausgewiesen. Neben einer Ferienhaussiedlung gibt es Campingplätze und Möglichkeiten für die Freizeitgestaltung, so zum Beispiel der 2012 neu gestaltete Fußball- und Beachvolleyballplatz. In den Sommermonaten gibt es an der Liegewiese mittlerweile auch eine öffentliche Toilette. Auch für das leibliche Wohl ist gesorgt: in Laufweite befindet sich die Kräwinkler Stube, ein vollwertiges Restaurant mit Biergarten, wo täglich ab 11 Uhr Speisen und Getränke angeboten werden. Dort finden außerdem regelmäßig Veranstaltungen statt, wie die Kräwinkler Karaoke am letzten Samstag jeden Monats.
Politisch wird der Ort durch den Direktkandidaten des Wahlbezirks 120 im Rat der Stadt Radevormwald vertreten.

## Geschichte
1512 wird der Ort erstmals mit der Bezeichnung „Krewynckell“ in Kirchenrechnungen der reformierten Kirchengemeinde Radevormwald genannt. Die Bahnstrecke der Wuppertal-Bahn zwischen Radevormwald und Wuppertal verlief von 1889 bis 1982 unmittelbar am Ortsrand vorbei. An Bedeutung wurde er, bis zu dessen Untergang in der Wuppertalsperre, vom Ort Kräwinklerbrücke deutlich übertroffen.

## Wander- und Radwege
Folgende Wander- und Radwanderwege führen am Ort vorbei:
- Der Bezirkswanderweg ◇8 (Radevormwald−Köln-Höhenhaus) des SGV-Bezirks Bergisches Land[1]
- Der Radevormwalder Radwanderweg R1[5]
- Der Radevormwalder Radwanderweg R2[5]